# Montadet
Montadet – miejscowość i gmina we Francji, w regionie Oksytania, w departamencie Gers.
Według danych na rok 1990 gminę zamieszkiwało 98 osób, a gęstość zaludnienia wynosiła 19 osób/km² (wśród 3020 gmin regionu Midi-Pyrénées Montadet plasuje się na 965. miejscu pod względem liczby ludności, natomiast pod względem powierzchni na miejscu 1475.).